# La brigata del fuoco (film 1926)

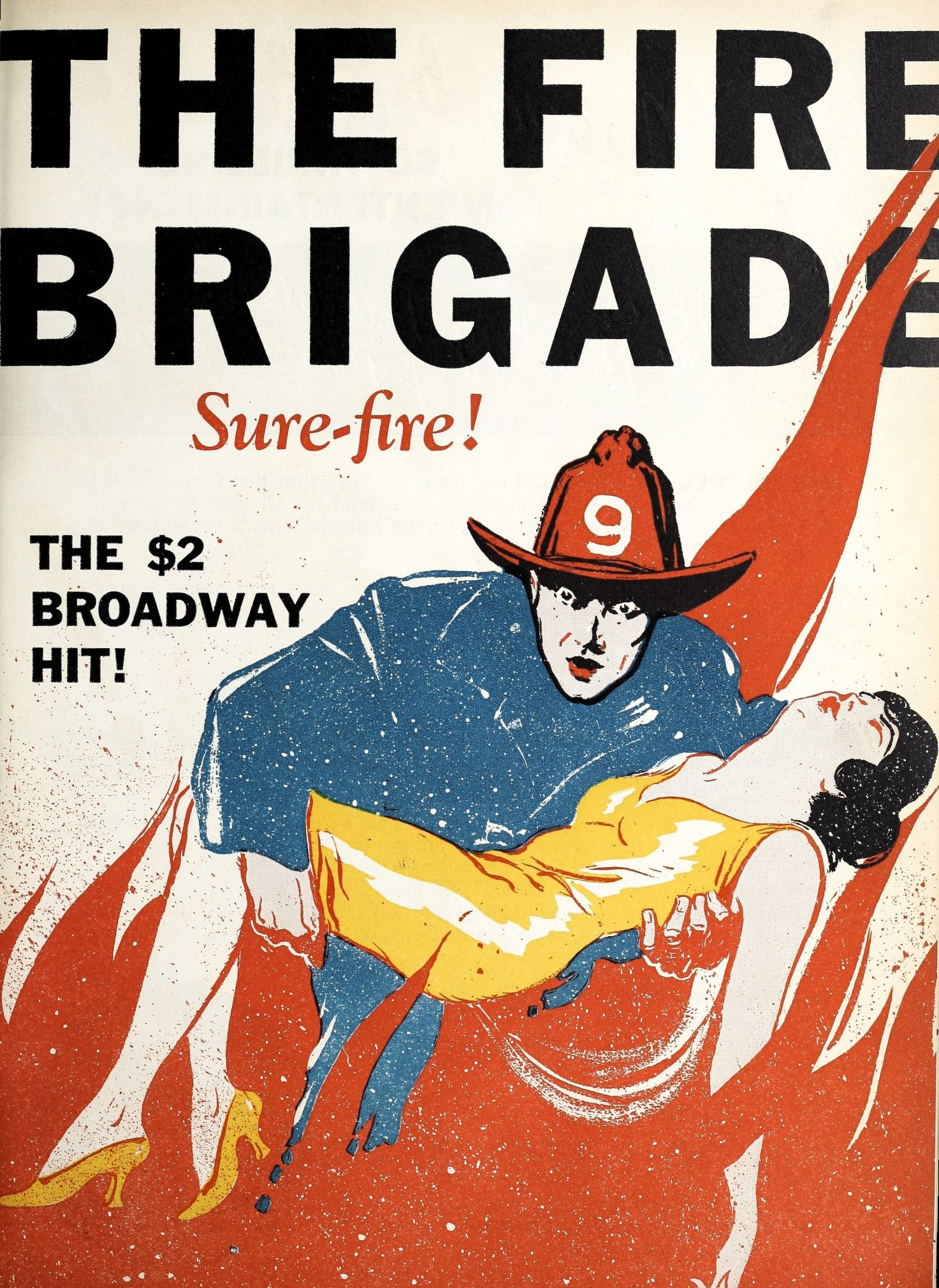
Manifesto pubblicitario del film

La brigata del fuoco (The Fire Brigade) è un film muto del 1926 diretto da William Nigh e distribuito nelle sale il 20 dicembre 1926. La sceneggiatura di Robert N. Lee si basa sull'omonima storia di Kate Corbaley
Lo storico Kevin Brownlow usò le spettacolari scene di incendio di questo film per il suo Hollywood, mini-serie televisiva sulla storia di Hollywood.

## Trama
Il capitano in pensione Grandpop O'Neil dirige una scuola per vigili del fuoco dove studia anche suo nipote Terry. Il padre di Terry, Jim O'Neil, perde la vita in un incendio e le indagini portano Wallace, il capo dei pompieri, alla scoperta che il fuoco è stato possibile a causa dei pessimi materiali usati da Corwin, un costruttore ammanicato con il grandi ras politici della città. Quando però il capo Wallace mette in discussione la costruzione (affidata a Corwin) di un nuovo orfanotrofio, viene rimosso dal suo incarico. Terry, dopo aver scoperto che il padre di Helen Corwin, la sua ragazza, è un costruttore senza scrupoli, colpevole di essere in combutta con i boss locali, lo denuncia. In città, scoppia un gigantesco incendio e Terry deve correre a spegnerlo con mezzi inadeguati e carri trainati dai cavalli. Il giovane vigile del fuoco dimostra tutto il suo coraggio salvando anche un bambino ma suo fratello Joe perisce tra le fiamme.

## Produzione
Il film, prodotto dalla MGM, fu girato in gran parte in bianco e nero, ma anche con una sequenza di incendio girata in 2-strip Technicolor e alcune altre scene in Handschiegel Color.

## Distribuzione
Il copyright del film, richiesto dalla Metro-Goldwyn-Mayer Distributing Corp, fu registrato il 10 gennaio 1927 con il numero LP23573. Distribuito dalla MGM con il titolo originale The Fire Brigade, il film venne presentato in prima a New York il 20 dicembre 1926, uscendo poi nelle sale il 12 febbraio 1927.
Copia completa della pellicola si trova conservata negli archivi Metro-Goldwyn-Mayer/United Artists.